# Elephantomyia (Elephantomyia) hokkaidensis
Elephantomyia (Elephantomyia) hokkaidensis is een tweevleugelige uit de familie steltmuggen (Limoniidae). De soort komt voor in het Palearctisch gebied.